# ليوناردو فيتورينو
ليوناردو فيتورينو (23 نوفمبر 1973 بريو دي جانيرو في البرازيل - ) هو لاعب كرة قدم برازيلي في مركز حراسة المرمى. لعب مع نادي مادوريرا.